# Sosnová (okres Česká Lípa)
Obec Sosnová (německy Künast, do roku 1948 česky Kynast) se nachází v okrese Česká Lípa v Libereckém kraji. Žije zde 688 obyvatel.
K obci náleží i osady Lesná a Ramš s letištěm Ramš.

## Historie
První písemná zmínka o obci pochází z roku 1554. Svůj současný název obec získala po roce 1945, když byla doosídlena Čechy. Od 1. července 1980 do 1. srpna 1990 byla obec součástí města Česká Lípa.

## Symboly obce
Návrh znaku i vlajky zpracoval Stanislav Kasík. V březnu 1999 návrhy projednalo obecní zastupitelstvo, v květnu 1999 jej posoudil Podvýbor pro heraldiku a vexilologii PS PČR a 12. července 1999 jej obci předseda Poslanecké sněmovny udělil.

## Pamětihodnosti
- Po obnovené kapličce svatého Antonína Paduánského v roce 1901 byl poblíž požární nádrže postaven kamenný obelisk s pamětní deskou, kaple byla zbořena.
- Soška svatého Jana Nepomuckého ve výklenkové kapličce[9] v Lesné
- Kříž na rozcestí před Peklem[10]
- Kamenný dům[11] v místní části Lesná

## Další zajímavosti
- Na východní části obce je Autodrom Sosnová
- Sosnová je součástí Svazku obcí Peklo
- Do katastru Sosnové zasahuje národní přírodní památka Peklo[12]. Nad ní na zdejším katastru je moderní Kozí farma Nový Dvůr.
- Základní škola v obci není, pouze škola mateřská

## Doprava
- Poblíž obce vede železniční trať z České Lípy do Lovosic. Byla zde do roku 1922 i železniční zastávka, nejbližší jsou nyní v Zahrádkách a České Lípě.
- Obcí vede frekventovaná silnice I/9 z České Lípy na Prahu. Je zde budována stavba nadúrovňového silničního obchvatu České Lípy, stavba byla v srpnu 2010 rozhodnutím Ministerstva dopravy pozastavena a dokončena na podzim roku 2011.
- Jsou zde zastávky autobusů, meziměstské linky ČSAD Česká Lípa a MHD Česká Lípa, provozované společností BusLine.
- Obcí prochází cyklostezka 3053 od České Lípy.

## Společenské organizace
Působila zde řada sportovních klubů:
- SK Sosnová – fotbal, volejbal
- FK Sosnová – fotbal. Oba místní fotbalové týmy se v roce 2010 spojily, přesto na konci roku 2011 z III. třídy okresního přeboru mužstvo sestoupilo poté, co skončilo poslední.[13]

- BWT Sosnová – bowling
- SHŠ Sosnová – historický šerm
- Motor Sport Sosnová – motoristické sporty

## Galerie

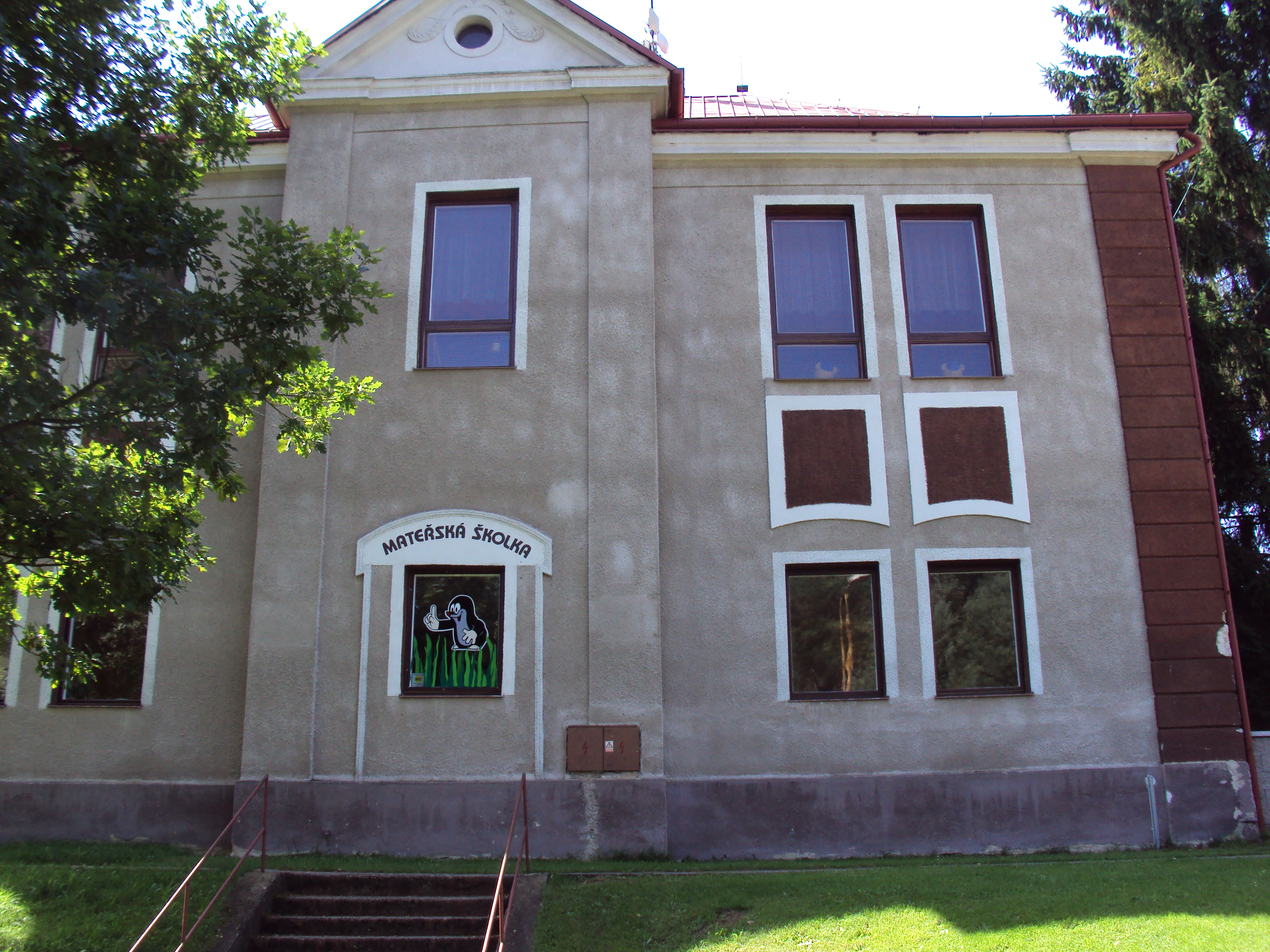
Mateřská škola
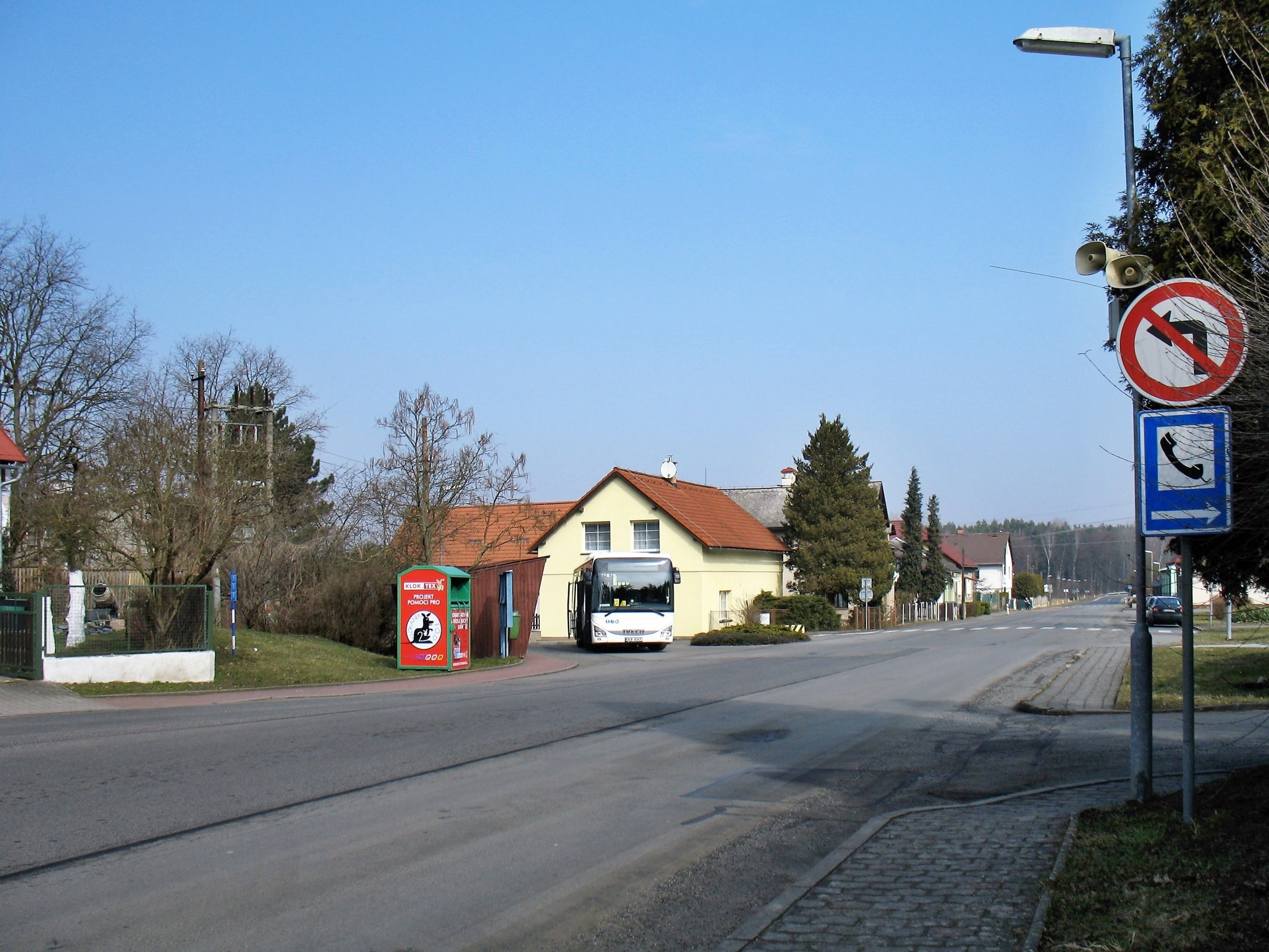
Zastávka autobusů MHD Česká Lípa
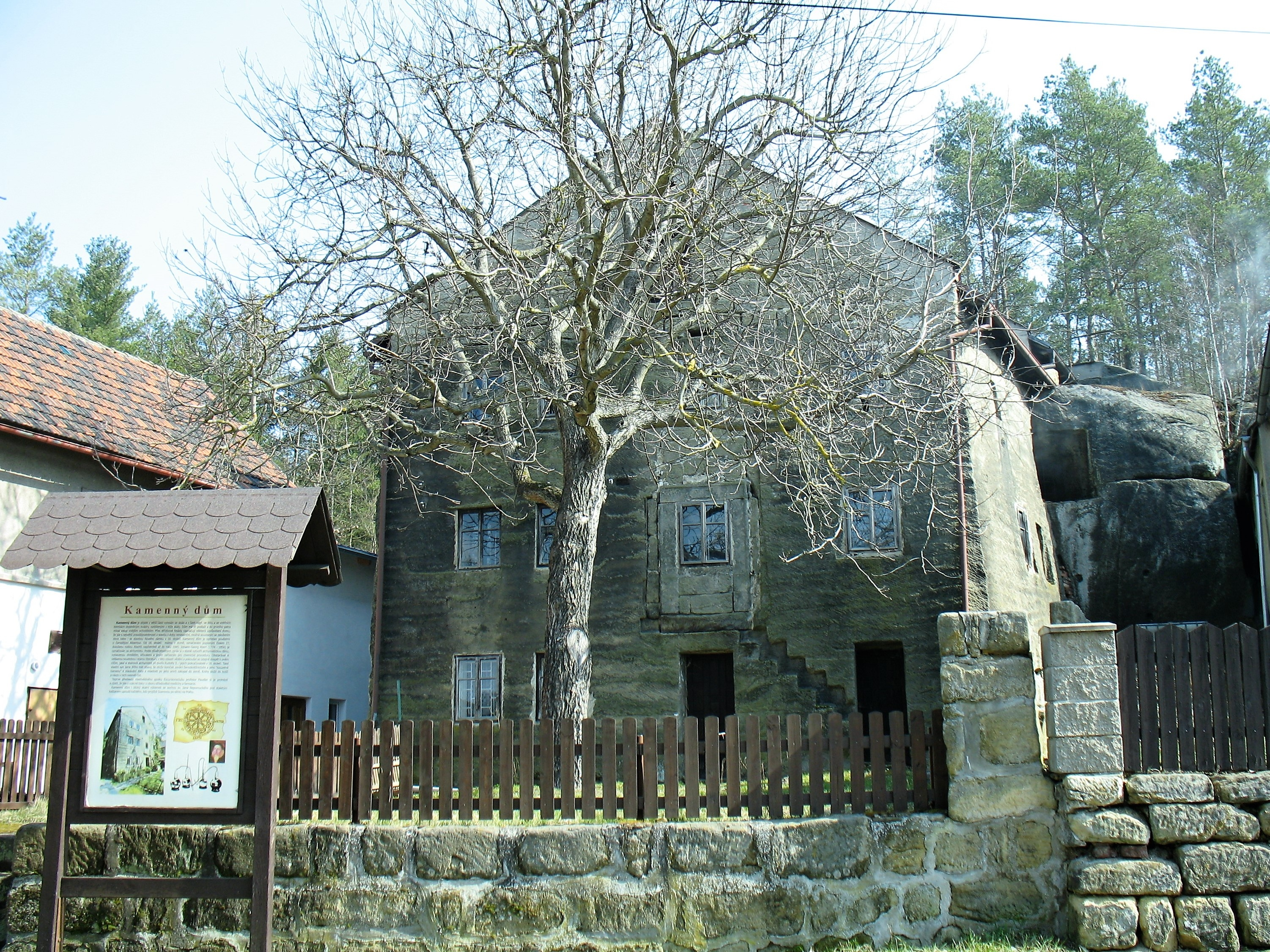
Kamenný dům
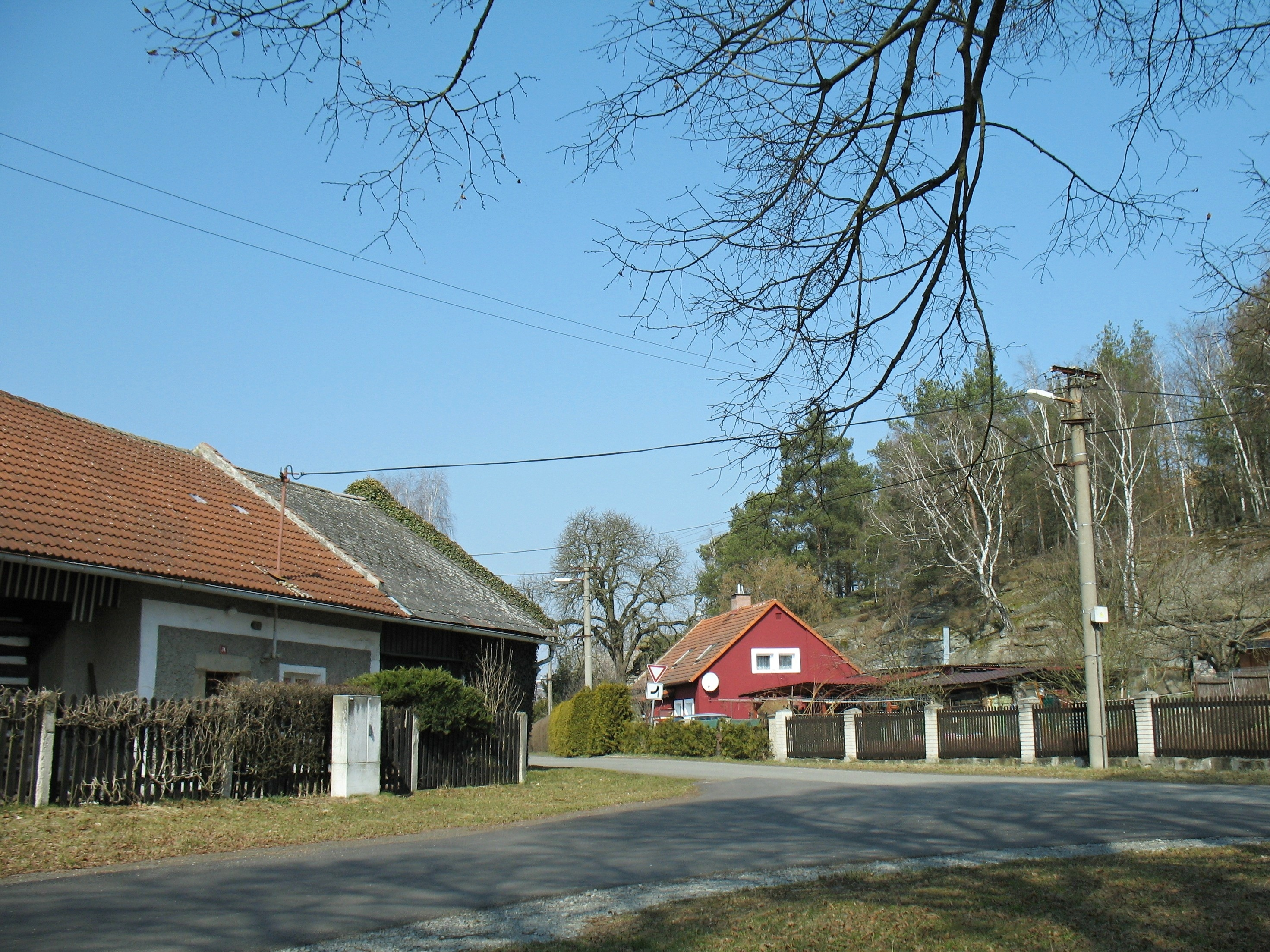
Místní část Lesná
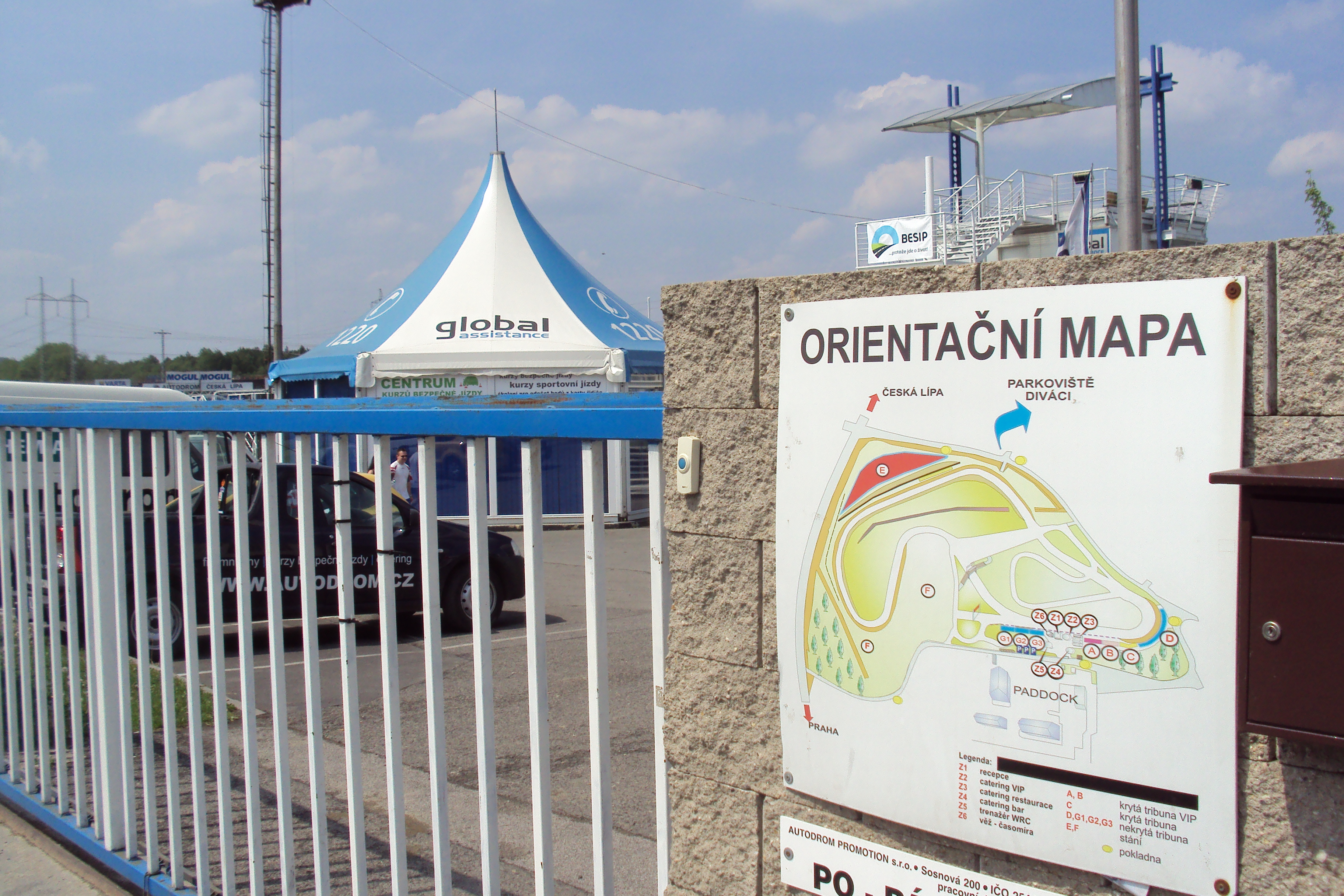
Autodrom Sosnová
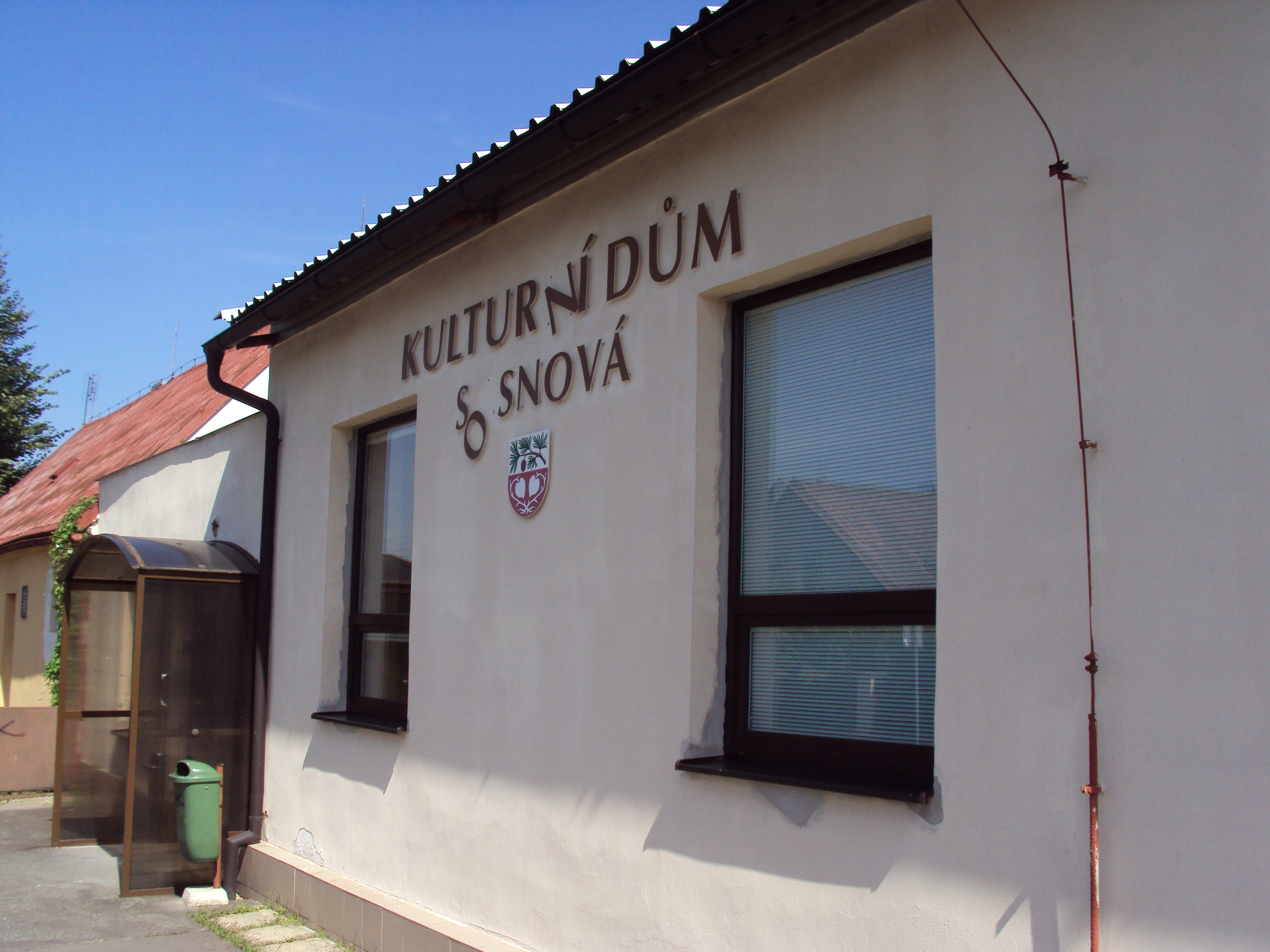
Kulturní dům
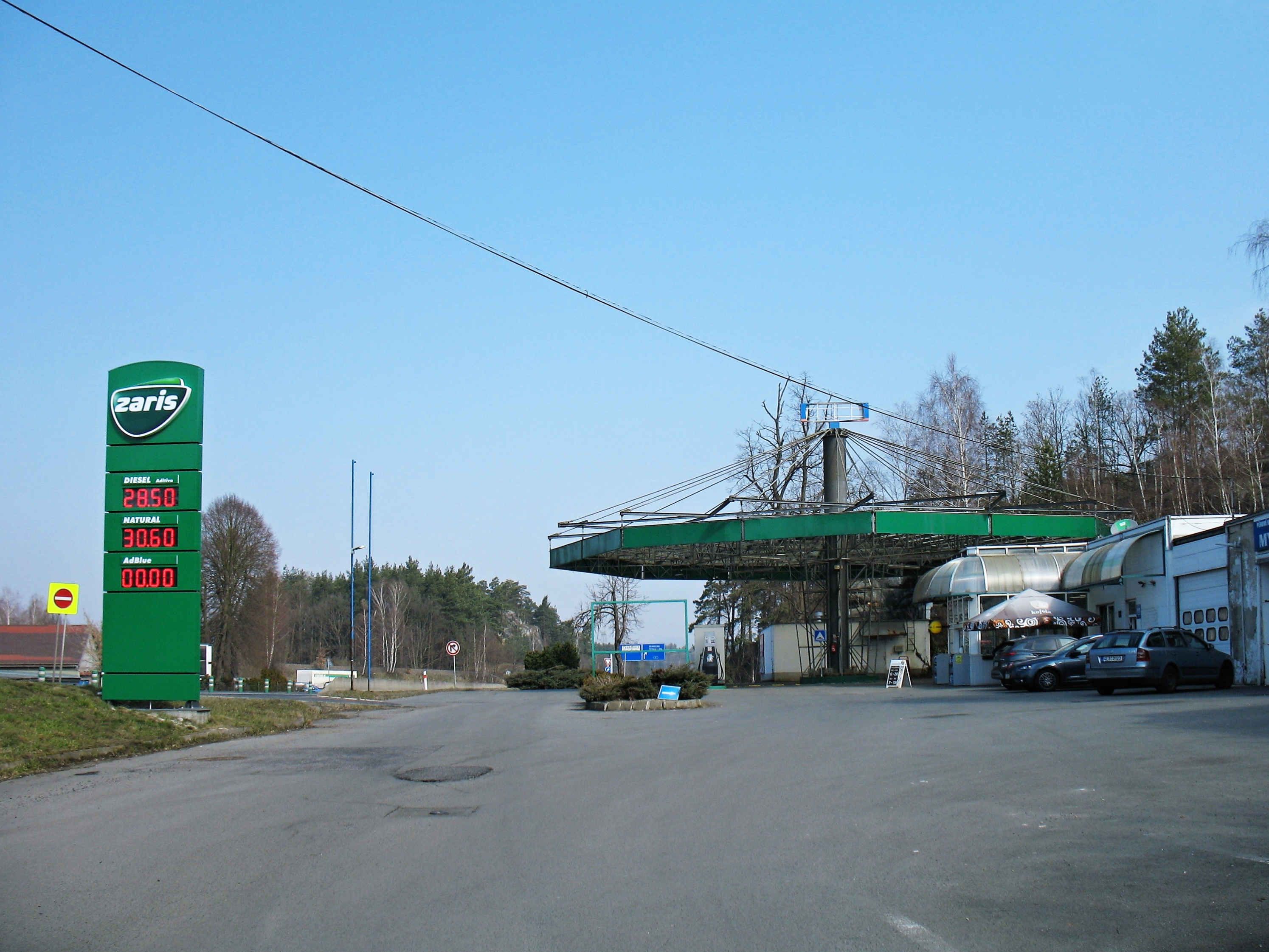
Čerpací stanice
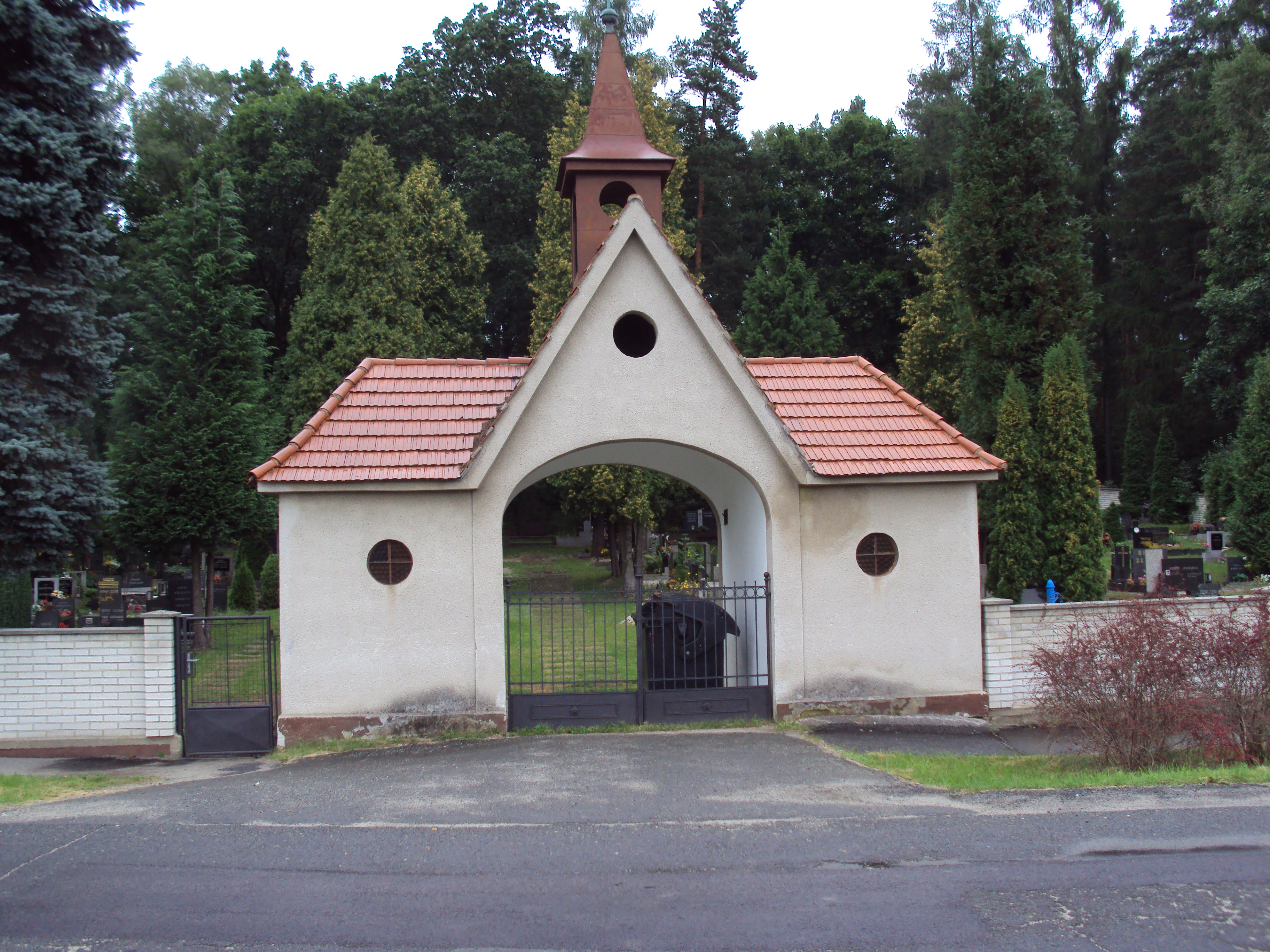
Místní hřbitov
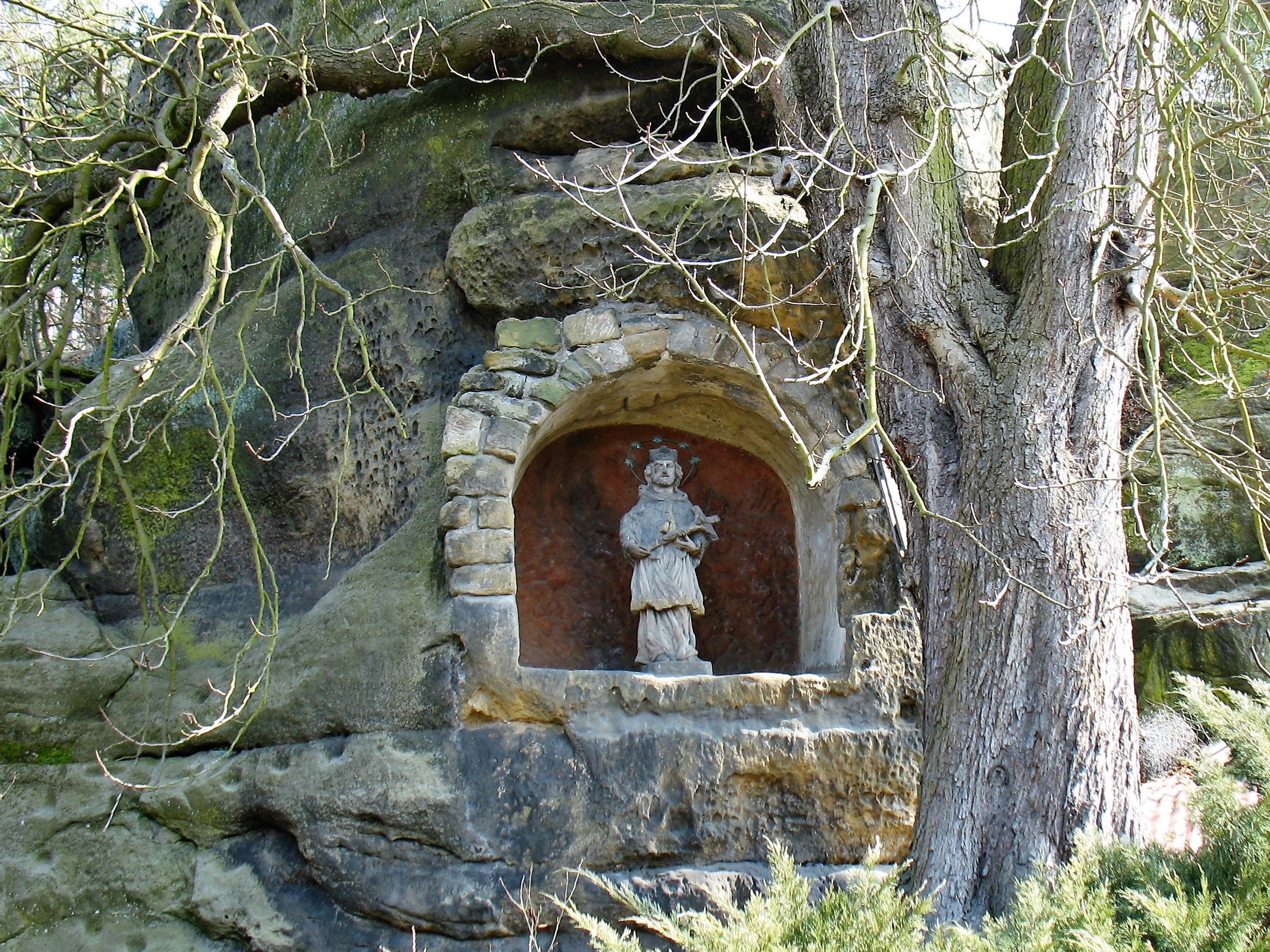
Kaple se soškou sv. Jana Nepomuckého
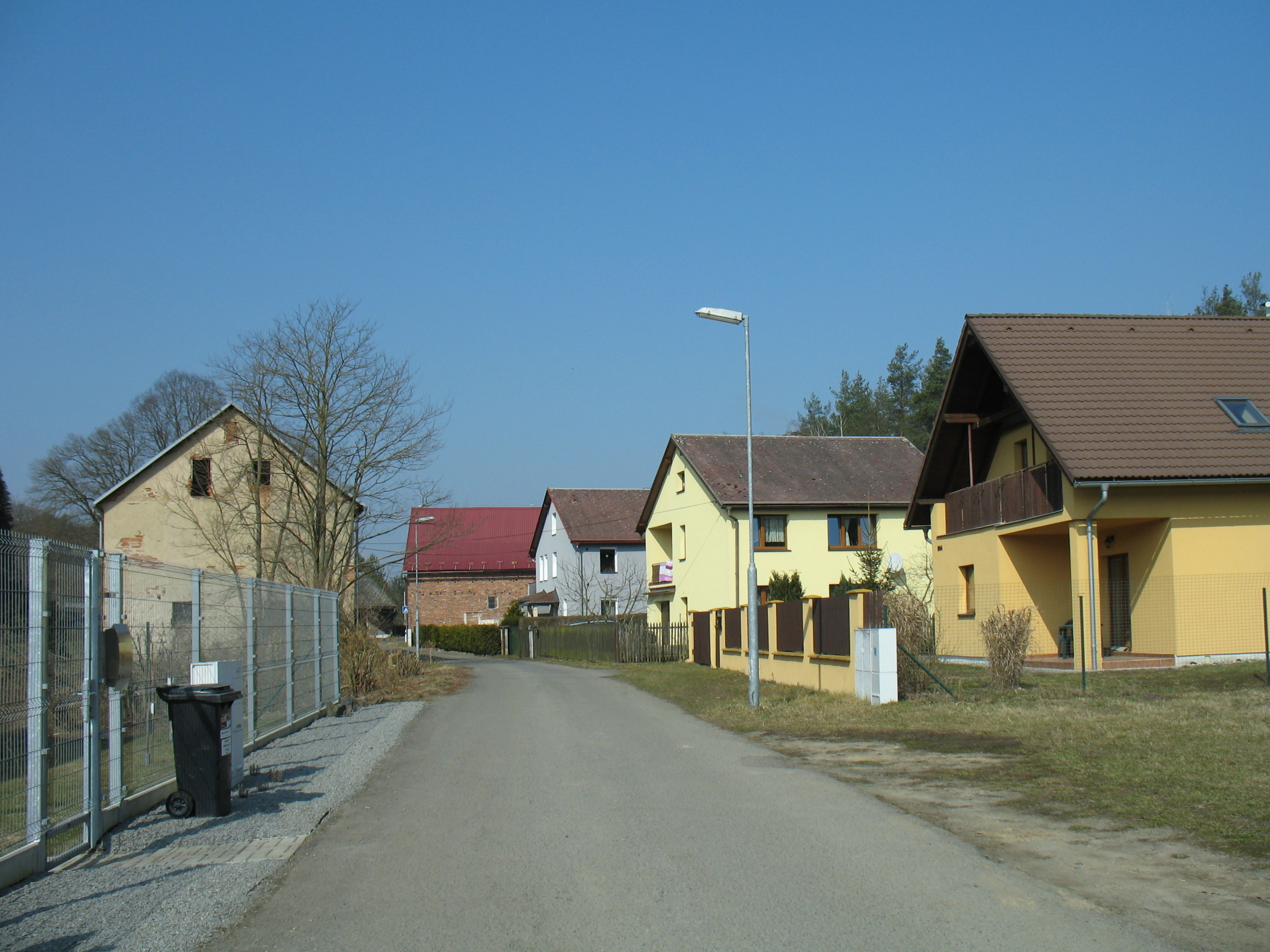
Ulice v části Lesná
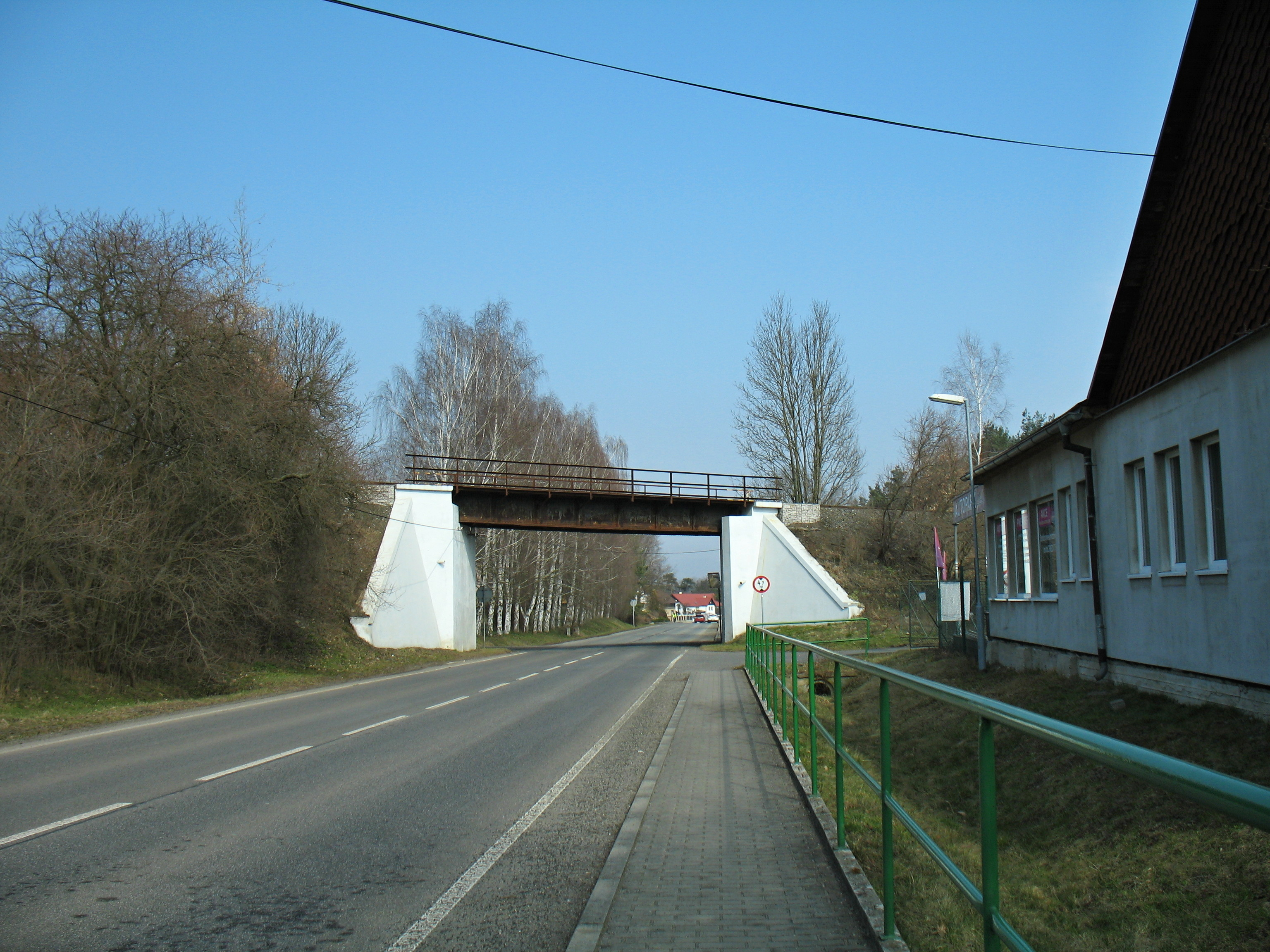
Železniční most na trati do Lovosic
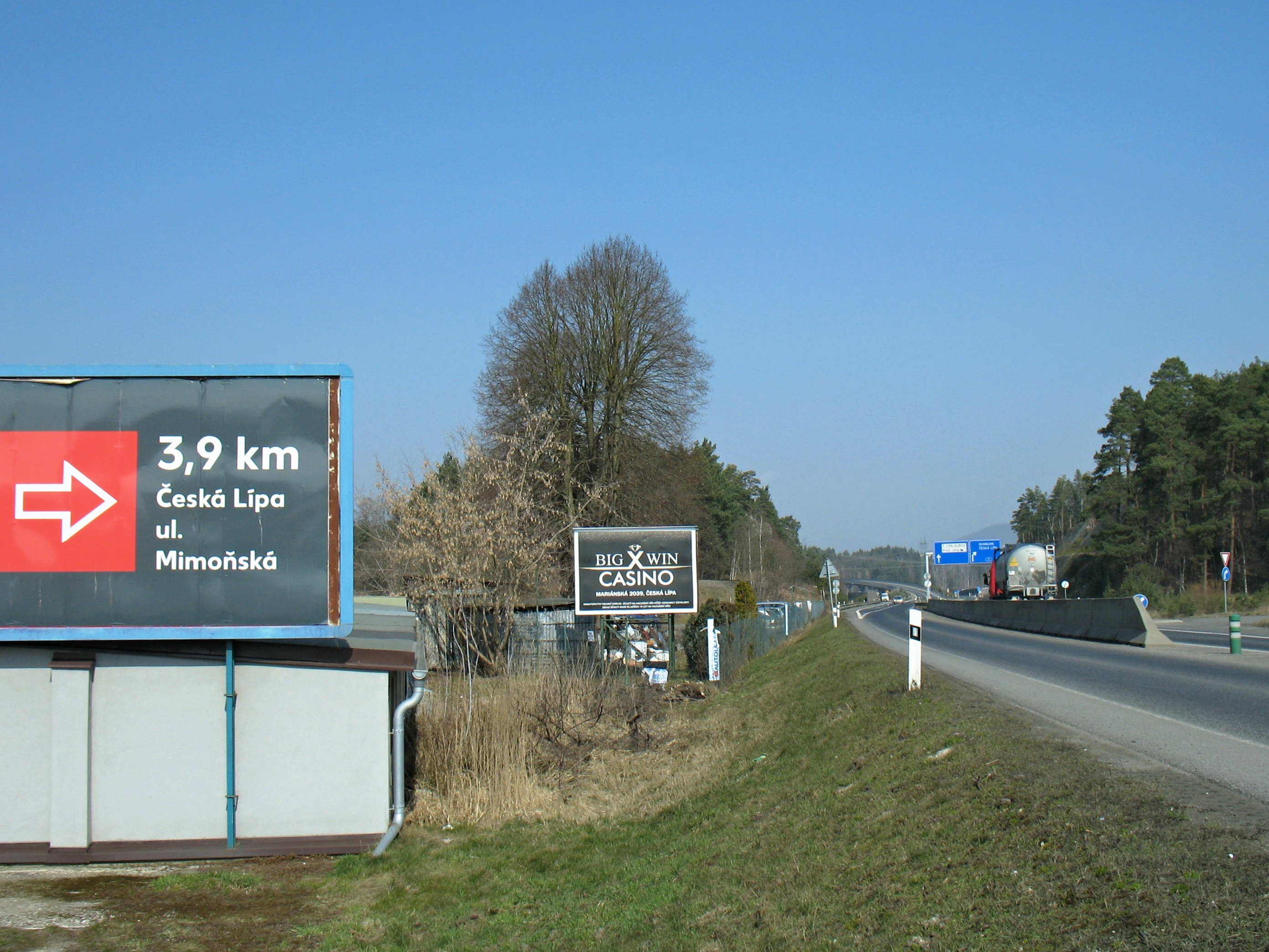
Průtah silnice I/9